# 1,7-二碳代-闭式-十二硼烷(12)
1,7-二碳代-闭式-十二硼烷(12)是一种碳硼烷，化学式为C2B10H12，它是极性分子但极性比1,2-异构体小。

## 化学性质
1,7-C2B10H12对氧化剂和还原剂稳定，但是在亲核试剂（如甲醇钠、肼）的作用下，失去一个靠近碳的硼原子，形成巢式的C
2B
9H−
12离子。它在无水氟化氢中和氟气反应，生成氟代衍生物C2H2B10F10，其氟代反应只发生在B-H键上。
1,7-C2B10H12碳原子上的氢容易被金属原子取代。